# Daniel Becke
Daniel Becke (Thüringen, 12 maart 1978) is een Duits voormalig wielrenner.

## Belangrijkste overwinningen
1999
- Wereldkampioen Ploegenachtervolging (baan), Elite (met Robert Bartko, Jens Lehmann en Guido Fulst)
- Duits kampioen Ploegenachtervolging (baan), Elite (met Sebastian Siedler, Jens Lehmann en Christian Bach

2000
- Olympisch kampioen Ploegenachtervolging (baan), Elite (met Robert Bartko, Jens Lehmann en Guido Fulst)
- Wereldkampioen Ploegenachtervolging (baan), Elite (met Sebastian Siedler, Jens Lehmann en Guido Fulst)

2003
- Duits kampioen Achtervolging (baan), Elite

2004
- 2e etappe Ronde van Castilië en Leon (Ploegentijdrit)

## Resultaten in voornaamste wedstrijden
| Jaar | Ronde van Italië | Ronde van Frankrijk | Ronde van Spanje |
| ---- | ---------------- | ------------------- | ---------------- |
| 2001 |                  |                     |                  |
| 2002 |                  |                     | 124e             |
| 2003 |                  | 145e                |                  |
| 2004 |                  | opgave              |                  |
| 2005 |                  | 152e                |                  |
| 2006 |                  |                     | opgave           |

| Jaar | Milaan-San Remo | Ronde van Vlaanderen |
| ---- | --------------- | -------------------- |
| 2001 |                 |                      |
| 2002 |                 |                      |
| 2003 | 119e            | 87e                  |
| 2004 |                 |                      |
| 2005 |                 |                      |
| 2006 |                 |                      |

1908: Jones, Kingsbury, Meredith, Payne ·
1920: Magnani, Carli, Ferrario, Giorgetti ·
1924: De Martini, Dinale, Menegazzi, Zucchetti ·
1928: Facciani, Gaioni, Lusiani, Tasselli ·
1932: Pedretti, Borsari, Cimatti, Ghilardi ·
1936: Nizerhy, Charpentier, Goujon, Lapébie ·
1948: Decanali, Adam, Blusson, Coste ·
1952: Morettini, Campana, de Rossi, Messina ·
1956: Gasparella, Domenicali, Faggin, Gandini ·
1960: Vigna, Arienti, Testa, Vallotto ·
1964: Streng, Claesges, Henrichs, Link ·
1968: Lyngemark, Olsen, Asmussen, Jensen ·
1972: Schumacher, Colombo, Haritz, Hempel ·
1976: Vonhof, Braun, Lutz, Schumacher ·
1980: Manakov, Movtsjan, Ossokin, Petrakov ·
1984: Grenda, Turtur, Nichols, Woods ·
1988: Jekimov, Kasputis, Neljoebin, Oemaras ·
1992: Fulst, Glöckner, Lehmann, Steinweg ·
1996: Capelle, Ermenault, Monin, Moreau ·
2000: Fulst, Bartko, Becke, Lehmann ·
2004: Brown, McGee, Lancaster, Roberts ·
2008: Clancy, Manning, Thomas, Wiggins · 
2012: Burke, Clancy, Kennaugh, Thomas · 
2016: Burke, Clancy, Doull, Wiggins · 
2020: Consonni, Ganna, Lamon, Milan · 
2024:  Bleddyn, Welsford, Leahy, O'Brien
Adamsson ·
Aebersold ·
Becke ·
Brand ·
Christensen ·
Escartín ·
Garmendia ·
Gianetti ·
Giebelmann ·
Gritsoen ·
Henrix ·
Høj ·
Huser ·
Meier ·
Michaelsen ·
Mutschler · 
Phillips ·
Ronellenfitsch ·
Rund ·
Schweda ·
Sjantir ·
Urban ·
von Kleinsorgen ·
Zülle
Adamsson ·
Aebersold ·
Becke ·
Beltrán ·
Casero ·
Christensen ·
Escartín ·
Garmendia ·
Gianetti ·
Guidi ·
Henrix ·
Hernández ·
Høj ·
Huser ·
Korff ·
Lara ·
Michaelsen ·
Pérez · 
Plaza ·
Radochla ·
Rund ·
Schweda ·
Sjantir ·
Urban ·
von Kleinsorgen ·
Wilhelms ·
Zülle
Adamsson ·
Aebersold (tot 15/05) ·
Becke ·
Beltrán (tot 15/05) ·
Casero ·
Christensen (tot 15/05) ·
García ·
Garmendia ·
Guidi ·
Hernández ·
Korff ·
Lara ·
Liese ·
Pérez (tot 31/03) ·
Plaza ·
Radochla ·
Rund ·
Schweda ·
Steinhauser ·
Teutenberg ·
Ullrich  ·
Urban ·
von Kleinsorgen ·
Wilhelms ·
Zülle (tot 31/03)
Arrieta ·
Becke ·
Colom ·
Gálvez ·
García ·
Gutiérrez ·
Horrach ·
Karpets ·
Lastras ·
López ·
Mancebo ·
Mensjov ·
Navas ·
A. Osa ·
U. Osa ·
Pradera ·
Radochla ·
Reynés ·
Tauler ·
Zandio
Arrieta ·
Arroyo ·
Becke ·
Carrasco ·
Colom ·
Erviti ·
Escobar ·
Gálvez ·
García ·
Gonzalez ·
Gutiérrez ·
Horrach ·
Julia ·
Karpets ·
Lastras ·
Leonet ·
Mancebo ·
Navas ·
A. Osa ·
U. Osa ·
Pérez ·
Pradera ·
Reynés ·
Tauler ·
Valverde ·
Zandio
Becke ·
Cadamuro ·
Celestino ·
Cortinovis ·
den Bakker · 
Djoedja ·  
Ghisalberti ·
Gobbi · 
Grabsch ·
Haueisen ·
Hryvko · 
Iglinski ·
Jurčo · 
Knees ·
Lorenzetto · 
Müller ·
Musiol ·
Ongarato ·   
Petacchi ·
Poitschke ·
Rigotto ·
Sabatini ·
Sacchi ·   
Schröder ·
Scognamiglio ·
Siedler ·
Vanotti ·
Velo ·
Visconti ·
Zabel